# 西角

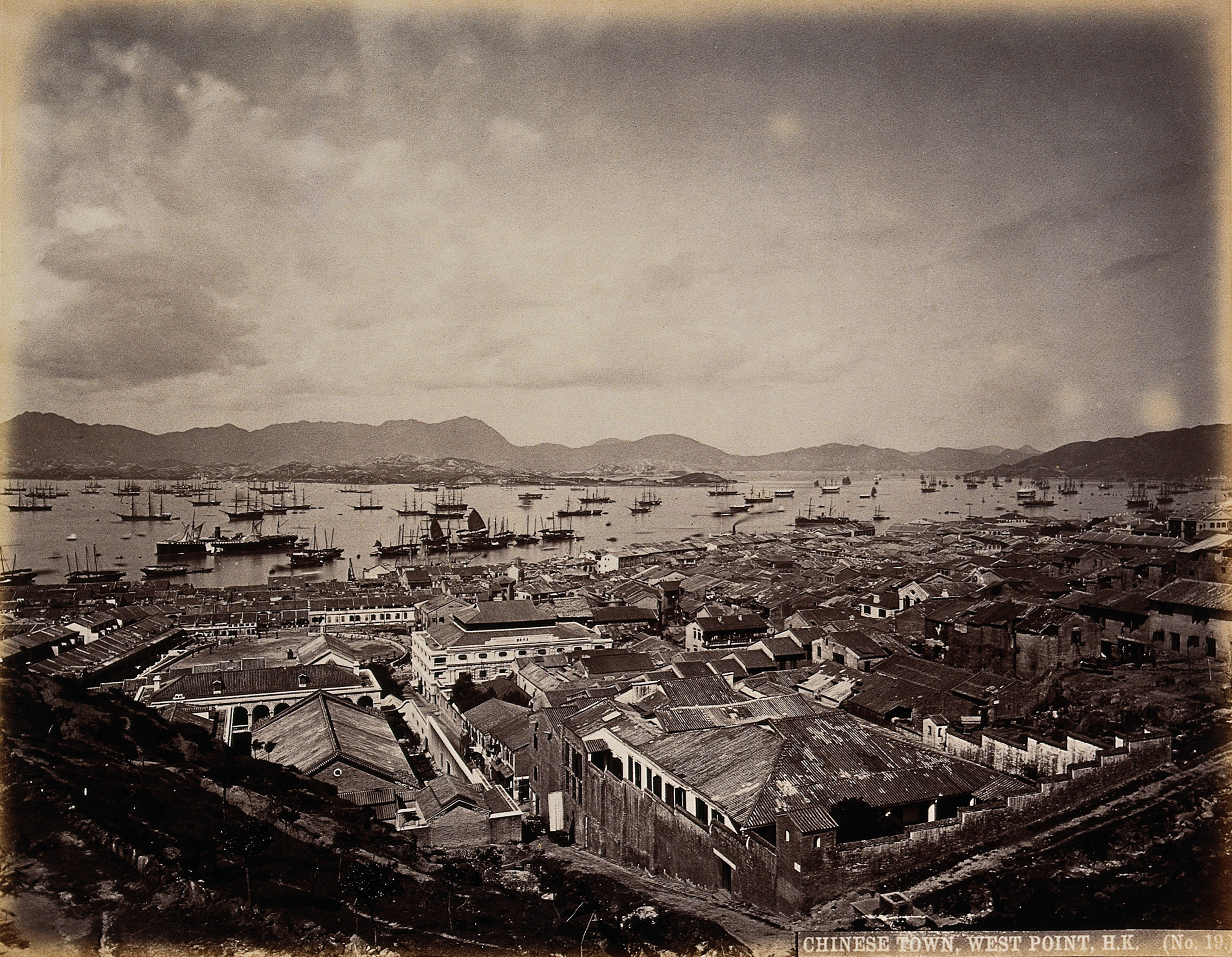
西角（今普仁街一帯）遠晀維多利亞港，普仁街盡頭的空地是第一代的大笪地（今荷李活道公園）。

西角，另有西約等譯名，是香港一個已消失的地名。西角是舊維多利亞城四環九約的其中一約，大約位於現時皇后大道和薄扶林道的交界對出。

## 歷史

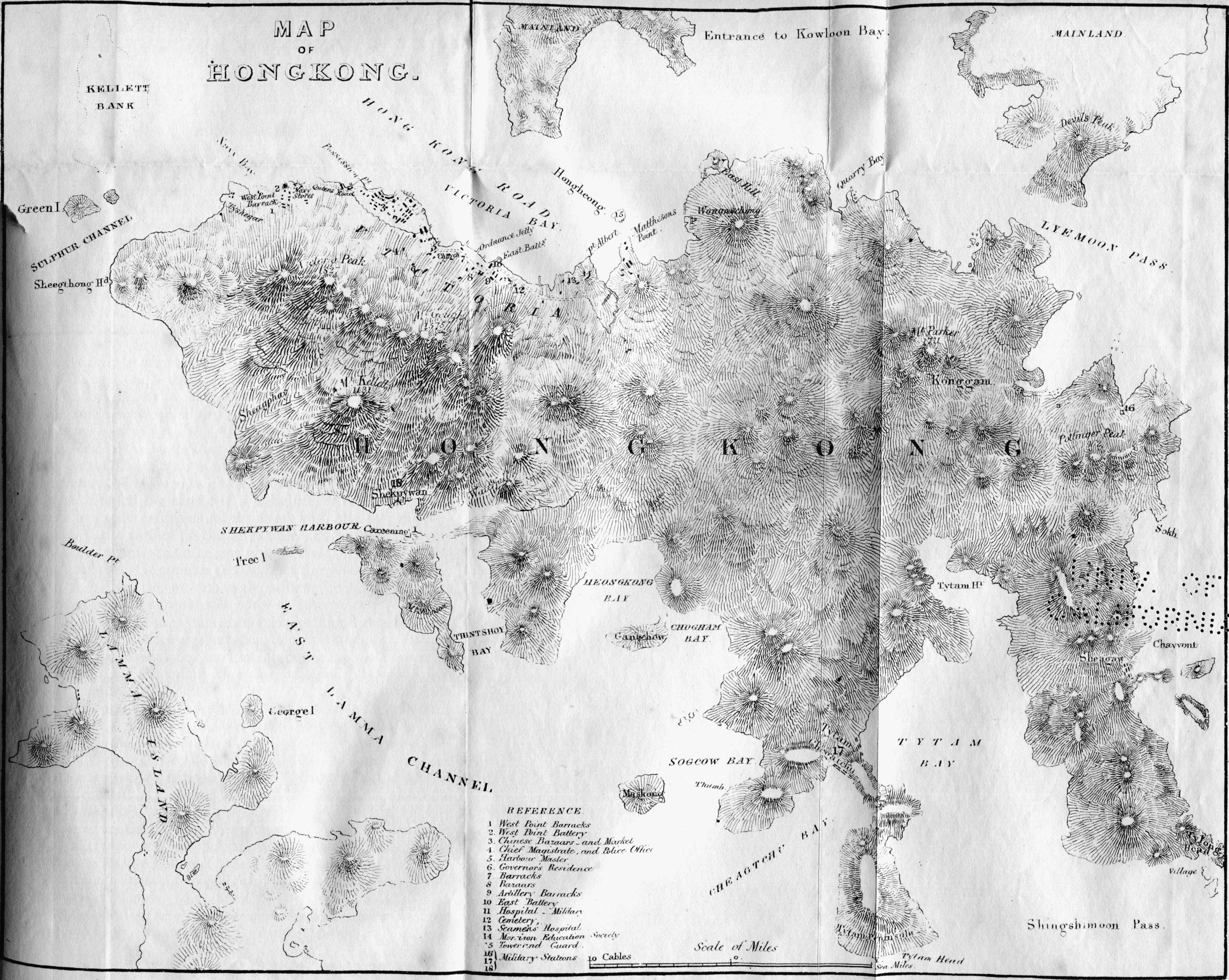
1845年的港島地圖，上面有標示西角軍營（West Point Barrack）的所在地

西角的位置曾經標示在1845年的香港地圖，為西半香港島最北的其中一個地方。1841年1月26日，英軍便從西角的水坑口登陸，佔領香港島，並開闢軍營。
早年西角一帶曾被命名為 Possession Point（今水坑口）。至於西角的得名理由則無所得知，不過從古至今，華人都甚少使用此中文地名，香港回歸後時期，大部份市民幾乎不知此地名的存在。
時移世易，現在的  多指為西環。前往西環的一些紅色小巴和巴士都以 West Point 作為西環的英文名，而很多位於西環的地址和建築物的英文名仍沿用 West Point。不過其實西環的英文名應該是 Sai Wan、Western 或 Western District 。